# Cafres
Pour les articles homonymes, voir Cafres (homonymie).
Pour les articles homonymes, voir Kaf.

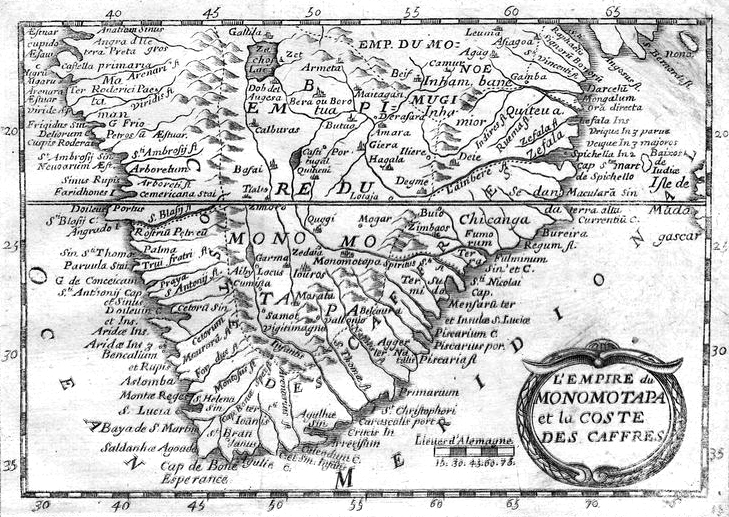
« L'empire du Monomotapa et la Coste des Cafres » (1688).

Le terme cafre ou caffre désigne les Noirs de la Cafrerie (partie de l’Afrique australe), appelés en Afrique du Sud : Kaffer (Kaffir, Keffir ou Kaf). Kaffer est en afrikaans assimilable au mot nigger aux États-Unis ou nègre dans la France coloniale. 
Le terme cafrine (féminin de cafre) est souvent utilisé pour désigner les Réunionnaises possédant un phénotype africain, ou d'une manière générale, de jeunes Réunionnaises supposées d'origine africaine.

## Origine
L’origine du terme est le mot arabe kafir (kfr) qui signifie « incroyant » ou « infidèle ». C'est ainsi que les marchands d'esclaves arabes désignaient les habitants des régions allant du comptoir mozambicain au Cap sud-africain, ces « non-convertis à l'islam » dont la doctrine religieuse permettait seul le commerce. Ce n'est que plus tard que les Européens, au premier rang desquels les Portugais, reprirent le terme jusque dans les formes qu'on lui connaît aujourd'hui en afrikaans (kaffer) et en créole réunionnais (caf ou kaf).
L'ethnographie classique, comme au XIXe siècle, emploie encore le vocable pour désigner les cultures autochtones de l’Afrique du Sud. Cet usage est repris en français comme synonyme de Nguni, groupe qui comprend les Zoulous (Cafres du Natal) et les Xhosas (Cafres du Cap).

Femme et homme vu par Mungo Park en 1797.
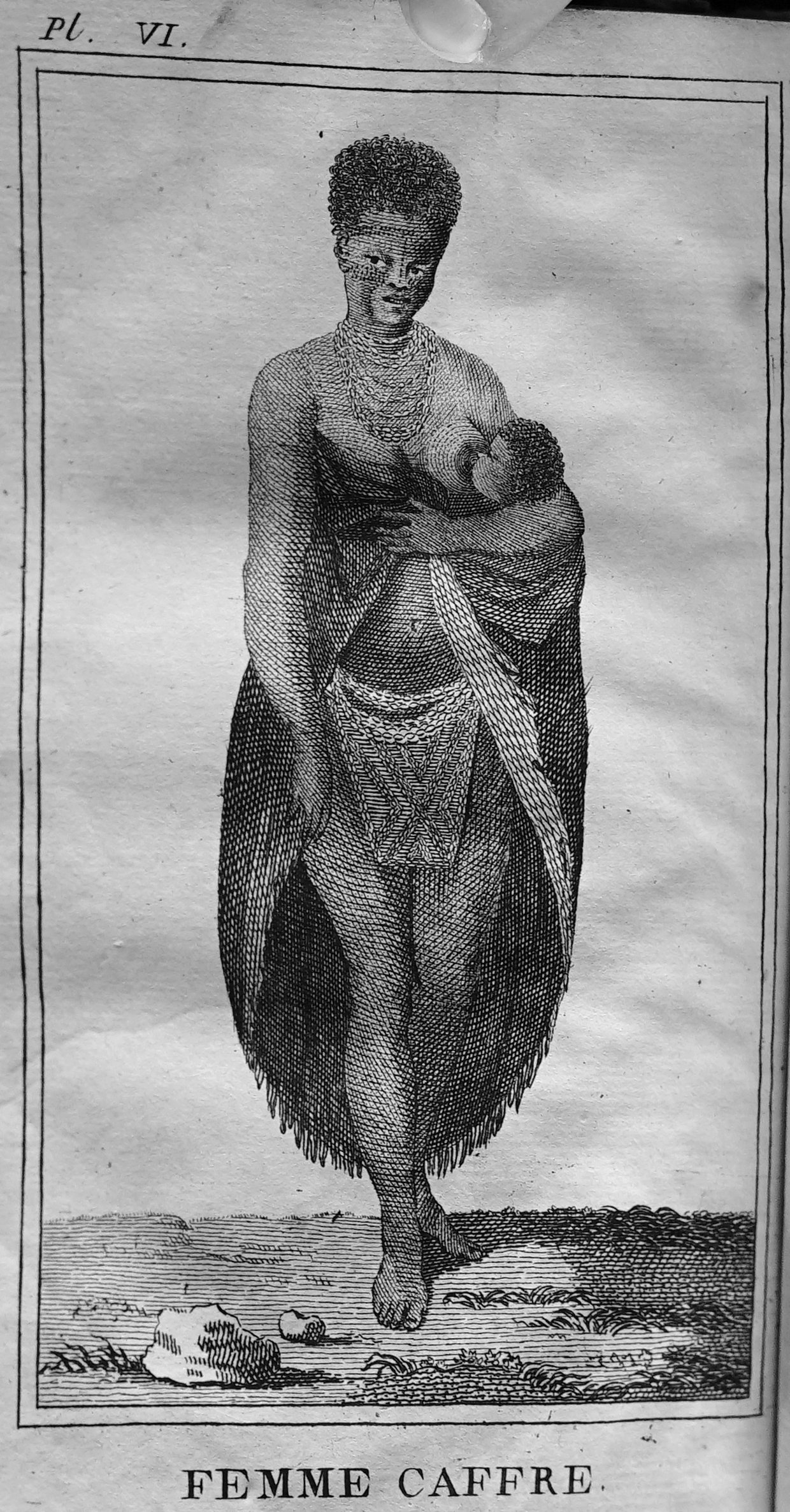
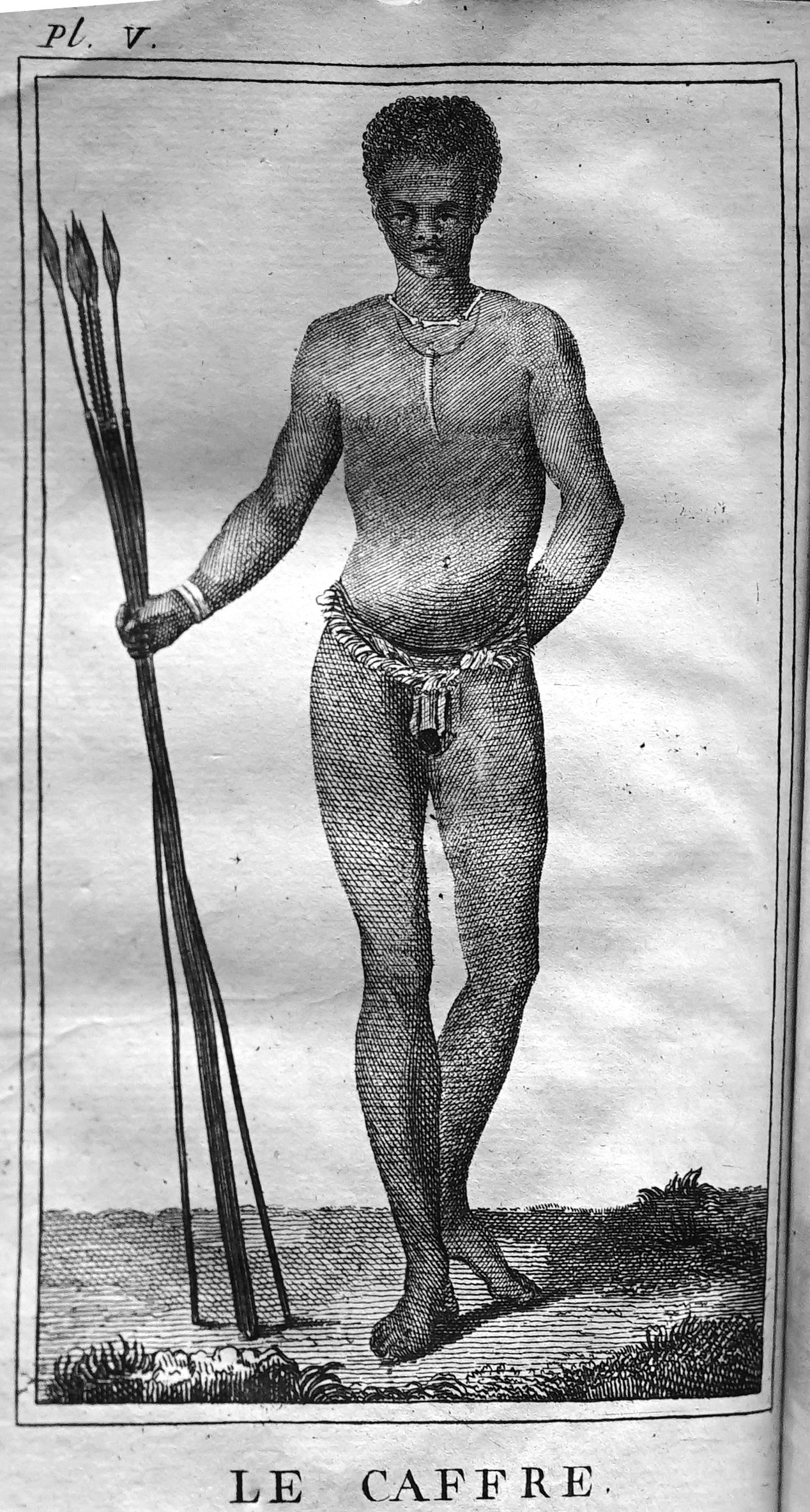

## Usage contemporain
À La Réunion, contrairement à d'autres pays ou régions du sud-ouest de l'océan Indien, le terme est d'un emploi courant, et non péjoratif. Il désigne « tout individu dont le phénotype renvoie plus ou moins aux origines africaines ou malgaches », comme le décrit le sociologue Paul Mayoka dans son essai intitulé L'Image du cafre,. Il s'agit donc globalement de descendants d'esclaves ou de travailleurs « engagés » (Africains ou Malgaches) après l'abolition de l'esclavage en 1848.
Le terme reste associé aux lieux ou événements faisant mémoire par rapport au passé esclavagiste de l'île : la plaine des Cafres et la fête des Cafres, célébrant chaque 20 décembre l’abolition de l’esclavage proclamée en ce jour de 1848. Il est encore chargé de cette histoire et des rapports sociaux et symboliques dont elle a été le témoin. Des travaux actuels explorent dans la société insulaire toutes les facettes attachées à l'usage du terme (Rose-May Nicole, Paul Mayoka, Lucette Labache, Philippe Bessière, etc.), relevant ainsi quelques connotations affectueuses comme « mon caf ! », « mon ti' caf ! », ou encore l'usage de son pendant féminin cafrine, utilisé pour désigner une jolie femme.

## Faune et flore
Le « lis des Cafres » désigne  l'Hesperantha coccinea, une plante de la famille des  Iridacées.
Le martinet cafre Apus caffer est une espèce de Martinets présente dans l’Afrique subsaharienne.
En raison du caractère raciste du terme caffra, nombre d'espèces de plantes incluant ce terme dans leur dénomination scientifique devraient être rebaptisées en affra.

#### Ouvrages anciens
- (en) George French Angas, The Kafirs illustrated in a series of drawings taken among the Amazulu, Amaponda and Amakosa tribes; also, portraits of the Hottentot, Malay, Fingo and other races… together with sketches of landscape scenery, etc, J. Hogarth, Londres, 1849, 50 p.
- (en) George McCall Theal, Kaffir folk-lore, or, A selection from the traditional tales current among the people living on the eastern border of the Cape colony, W. Swann Sonnenschein, Londres, 1882
- (fr) Johann Christoph Ludwig Alberti, Description physique et historique des Cafres, etc., Amsterdam, 1811, 255 p.
- (fr) Guillaume Chenu de Laujardière, Relation d'un voyage à la côte des Cafres, 1686-1689 (édition établie, annotée et commentée par Emmanuelle Dugay), Éditions de Paris, Paris, 1996, 99 p.  (ISBN 2-905291-46-X)
- (fr) Hendrik Pieter Nicolaas Muller, Industrie des Cafres du Sud-Est de l'Afrique. Chansons du Zambèse, E. J. Brill, Leyde, 1893
- (fr) William Paterson, Quatre voyages chez le Hottentots et chez les Cafres, par Williams [sic] Paterson, depuis mai 1777 jusqu'en décembre 1779 (traduit de l'anglais), chez Didot l'aîne, Paris, 1790, 329 p.
- (fr) Jean-Pierre Pury, Mémoire sur le Pais des Cafres, et la Terre de Nuyts, Par rapport à l'utilité que la Compagnie des Indes Orientales en pourroit retirer pour son commerce, Amsterdam, 1718
- (pt) Joaquim d’Almeida da Cunha, Breve memoria ácerca da Medicina entre os Cafres da provincia de Moçambique, etc., Mozambique, 1883, 21 p.

#### Travaux modernes
- (fr) Dominique Lanni, Fureur et barbarie : récits de voyageurs chez les Cafres et les Hottentots (1665-1721), Cosmopole, Paris, 2001, 213 p.  (ISBN 2-84630-011-9)
- (fr) Paul Mayoka, L'image du Cafre : de l'Afrique réunionnaise, Publications Hibiscus, Saint-Denis (La Réunion), 1997, 55 p.  (ISBN 2-912266-00-9)
- (fr) Rose-May Nicole, Noirs, cafres et créoles : études de la représentation du non blanc réunionnais : documents et littératures réunionnaises 1710-1980, L'Harmattan, 1996, 334 p.  (ISBN 2-7384-4615-9) (texte remanié d'une thèse) ;
- Paul Mayoka, L'image du Cafre…, Saint-Denis, Publications Hibiscus, 1997, 55 p. (ISBN 2-912266-00-9)
- (pt) Francisco Gavicho de Lacerda, Os cafres : seus usos e costumes, Rodrigues, Lisbonne, 1944, 154 p.